# Scotinotylus majesticus
Scotinotylus majesticus là một loài nhện trong họ Linyphiidae.
Loài này thuộc chi Scotinotylus. Scotinotylus majesticus được Ralph Vary Chamberlin & Wilton Ivie miêu tả năm 1947.